# Michał Abramowicz
Michał Abramowicz (ur. w 1884 w Baku, zm. w 1965 tamże) – polski geolog, specjalista geologii naftowej.

## Życiorys
Pochodził z polskiej rodziny. Od 1922 oraz pod koniec życia pracował w Azerbejdżańskim Instytucie Industrialnym, w katedrze Poszukiwań złóż naftowych i gazowych. W latach 1920–1930 był również kierownikiem Zarządu Geologicznego Zjednoczenia Azneft′. W latach 1935–1937 był kierownikiem sekcji geologii w Azerbejdżańskiej Filii Akademii Nauk ZSRR. Od 1938 pracował jako kierownik laboratorium geologii ropy naftowej Instytutu Geologii im. I.M.Gubkina. W 1943 został jednym z pierwszych członków Akademii Azerbejdżańskiej ZSRR.
Abramowicz wniósł duży wkład w rozwój nauk geologicznych w Azerbejdżanie. Kierował m.in. projektem dotyczącym obliczania geologicznych zasobów złóż naftowych Republiki, a także wprowadzenia metod wtórnej eksploatacji ropy naftowej. Był prekursorem badań współzależności zjawisk wulkanicznych i wystąpień ropy naftowej. Pierwszy wprowadził chemiczną klasyfikację wód Palmera do złóż naftowych. Zasłużył się także na polu kształcenia kadry geologicznej. Wcześniej mieszkał w Międzyrzecu Podlaskim.
Jest autorem ponad 100 prac naukowych, w tym 6 monografii. Otrzymał wiele orderów.